# Grande America
Le Grande America est un cargo porte-conteneurs-roulier italien de la classe Grande Africa appartenant à la société Inarme, du groupe napolitain Grimaldi. Il a été construit en 1997 par Fincantieri au chantier naval de Palerme, en Italie.
Son naufrage dans le golfe de Gascogne, le 12 mars 2019, à 350 km des côtes françaises, à la suite d'un incendie, a fait craindre une marée noire jusqu’à la fin mars qui n'a finalement, grâce à la configuration des vents et courants, que très peu touché le littoral,. Le navire repose actuellement, par 4 600 m de fond avec plus de 2 000 t de fuel et divers produits acides ou toxiques ; ses fuites d'hydrocarbures ont été colmatées.

## Caractéristiques

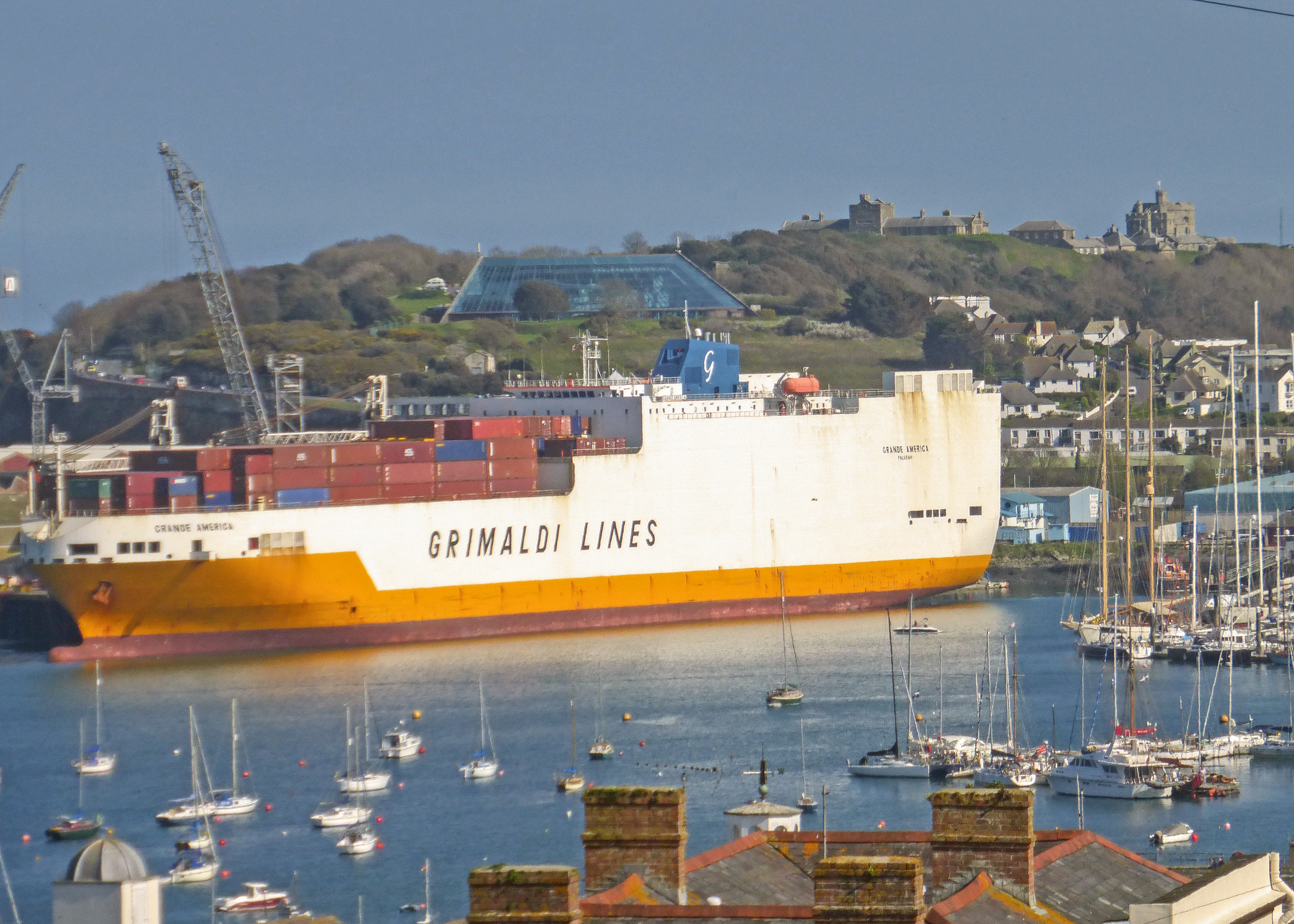
Le Grande America à Falmouth en avril 2014.

Grande America est le nom donné à une série de cargo-roulier mixte de la classe Grande Africa, mis en service à partir de 1997. Ces neuf navires, construits de 1997 à 2004, ont la particularité de combiner une partie arrière aménagée en garage pour le transport de véhicules et munie d'une rampe de chargement, avec un pont avant permettant de transporter des conteneurs, des véhicules ou des remorques routières. Au moment du naufrage, tous les navires de cette classe étaient en service.

## Naufrage
Le 10 mars 2019, dans la nuit de dimanche à lundi, un incendie se déclare à bord alors qu'il fait route vers Casablanca en provenance de Hambourg.
« Le MRCC (CROSS Étel) a été informé de la situation et peu avant minuit, le capitaine du navire a informé les autorités maritimes que la situation à bord s’était détériorée. Le préfet maritime de l’Atlantique donne l’ordre au remorqueur de haute mer Abeille Bourbon d’atteindre la zone où se trouve le Grande America. Entre-temps, vers 2 heures du matin, le capitaine a abandonné le navire avec 25 membres d’équipage et un passager qui se trouvait à bord. Ils sont montés à bord d’un canot de sauvetage dans de mauvaises conditions météorologiques. Coordonné par le MRCC, le navire britannique HMS Argyll est venu secourir les 27 personnes, toutes ont été secourues ».
L'Abeille Bourbon est arrivé le 11 mars, vers 10 heures, et a vainement tenté de combattre l’incendie, intense. Le préfet maritime, qui a mis en demeure l’armateur (Grimaldi) de prendre toutes les mesures nécessaires pour mettre fin au danger que représentait le Grande America dans la zone économique exclusive française, déclenche le niveau d’alerte supérieur, avec une cellule de gestion de crise où le Cedre est intervenu.
Le 12 mars vers 15 h 30, le navire sombre à 4 600 mètres de profondeur, avec des produits dangereux et écotoxiques dans sa cargaison, et 2 200 tonnes de mazout à bord.
L’incendie aurait démarré dans un des conteneurs entreposés sur le pont et il se serait ensuite communiqué au reste du navire. Transportant à la fois du matériel roulant et des conteneurs, le navire en feu est à la dérive au large des côtes françaises, à 140 milles au sud de la pointe de Penmarch (Finistère).
La forte dégradation des conditions météorologiques — rafales atteignant 90 à 100 km/h et une forte houle avec des creux de quatre à cinq mètres — retarde les opérations de secours. Cependant, vers quatre heures du matin, la frégate britannique HMS Argyll est envoyée sur zone pour évacuer par canot de sauvetage les 27 personnes (26 membres d'équipage et un passager) se trouvant à bord, qui ont ensuite été transférées sur le navire Argonaute et conduites à Brest.
La Marine nationale française a engagé la frégate Aquitaine, un hélicoptère lourd NH-90 Caïman ainsi que le remorqueur de haute mer Abeille Bourbon, relevé le 11 mars par le navire BSAA (bâtiment de soutien et d'assistance affrété) VN Sapeur. Des avions de surveillance Falcon 50 et Atlantique 2 ont survolé la zone. Deux remorqueurs affrétés par la société Ardent, mandatée par l’armateur du navire, sont envoyés sur zone en réponse à la mise en demeure du préfet maritime français. Il s'agit de l’Union Lynx, parti de Vigo (Espagne) et devant arriver sur zone dans la soirée, et du Tera Sea Hawk, venant de Rotterdam, attendu le 13 mars au soir.
Cependant, le 12 mars à 15 h 26, après l'échec des tentatives de maîtrise de l’incendie, le navire finit par sombrer à environ 330 km à l'ouest des côtes françaises, par 4 600 mètres de fond. Il contient encore 2 200 tonnes de fioul lourd dans ses cuves, et des produits dangereux en cargaison,,.

## Risque pour l'environnement
À la suite d'un survol du site, la préfecture maritime de l’Atlantique précise qu’une dizaine de conteneurs sont tombés à l’eau. Plusieurs d'entre eux ont été retrouvés à la dérive et ramenés à terre ; ils ne contenaient que des denrées alimentaires.
Le 13 mars, le préfet maritime communique au public la liste détaillée de la cargaison du Grande America au moment du naufrage. La liste, issue du manifeste, qui sera par la suite rendue publique, mentionne 2 210 véhicules d'occasion ou neufs (dont 37 Porsche — quatre d'entre elles étaient les dernières unités de la Porsche 911 GT2, dont la production a cessé en février 2019 ; et une dizaine d'Audi, y compris les modèles RS4 et RS5) et 365 conteneurs, dont 45 « répertoriés comme contenant des matières dangereuses »,. On répertorie 100 tonnes d'acide chlorhydrique et 70 tonnes d'acide sulfurique. En tout, ce sont 1 050 tonnes de matières dangereuses qui étaient transportées. Le fioul lourd, qui provient des réservoirs servant à alimenter le moteur du navire, est certes présent en moindre quantité que les hydrocarbures transportés par un pétrolier (près de 2 400 tonnes), mais il est plus difficile à nettoyer car très visqueux. Il est de plus très persistant dans l'environnement ce qui le rend susceptible de parcourir de grandes distances en mer et de causer une pollution étendue de par sa dispersion.

### Pollution par hydrocarbures
Le 13 mars, une nappe de pétrole, d’une dizaine de kilomètres de long et d’un kilomètre de large est observée et localisée par un avion de patrouille maritime. Le préfet maritime de l’Atlantique ordonne au navire Argonaute de rejoindre la zone de l’épave et d’entamer les opérations anti-pollution.
Le 14 mars un vol d’observation par la Marine nationale montre deux nappes distinctes : l'une (13 km de long sur 7 km de large) se trouvait au-dessus de l’épave ; l’autre (9 km de long sur 7 km de large), à 20 km de là s'en éloigne et semble moins dense. Les mauvaises conditions météorologiques empêchent le déploiement des moyens anti-pollution. Chaque jour, la marine nationale survole la zone pour suivre l’évolution de la pollution. Les nappes de fuel font craindre aux autorités une marée noire qui pourrait toucher le littoral de Gironde et de Charente-Maritime trois à quatre jours plus tard ; aussi François de Rugy, ministre français de l’Écologie, du Développement durable et de l’Énergie, indique-t-il que les hydrocarbures échappés du Grande America « pourraient toucher le littoral français vers dimanche soir ou lundi ». Les autorités s’inquiètent également de la présence d’acide chlorhydrique et d’acide sulfurique dans certains conteneurs, qui pourraient toutefois avoir brûlé. Les services concernés sont placés en pré-alerte et un navire de lutte anti-pollution est envoyé sur place pour faire une évaluation de la situation.

L’Agence européenne pour la sécurité maritime (AESM) sollicitée par le préfet maritime, apporte son concours via une surveillance satellitale, alors que le Comité de la dérive modélise les risques et envoie quotidiennement ses résultats aux autorités maritimes.

C'est dans une mer agitée que les opérations antipollution débutent le 15 mars après-midi, avec trois navires de la marine nationale, et un navire affrété par l’AESM. Ce même jour, les deux nappes précédentes sont difficile à repérer en raison de l'état de la mer, mais « une nouvelle nappe est découverte près de l’épave, longue de 4,5 km sur 500 mètres de large, d’apparence compacte, confirmant la fuite de pétrole de l’épave ». Le Préfet active le Plan Biscaye franco-espagnole, permettant l'envoi d'un remorqueur espagnol équipé d’équipements de lutte contre la pollution (il arrivera dans quelques jours). Des échantillons de combustible de soute sont faits et envoyé au Polludrome® du Cedre pour analyse. 
Deux conteneurs sont observés flottants en surface, respectivement à environ 30 km au nord-est et à 90 km à l’est du lieu du naufrage ; l'armateur est sommé de les récupérer.
Un comité d'experts dit « Comité de dérive » a été formé par les autorités (météorologues, d’océanographes, experts en comportement des produits pétroliers et dans la lutte contre la pollution marine), en analysant la dérive des nappes d’hydrocarbures. Animé par le Cedre, composé de représentants de Météo-France, d'Ifremer et du Shom, il s'est réuni du 14 mars au 2 avril pour étudier les données et observations disponible et modéliser la dérive des nappes d'hydrocarbures, via le modèle MOTHY de Météo-France.
Le 18 mars, il a annoncé que la nappe de pollution n’atteindrait pas les côtes françaises avant la dernière semaine de mars, qu'il n'y avait pas de risque que la nappe touche le littoral à moyen terme, tout en confirmant que le risque de dérive côtière de la pollution ne pouvait être exclu à long terme. Ces résultats ont permis aux autorités d'organiser la réponse en mer, sans mobiliser de ressources à terre.
Les 16 et 17 mars, la mer est très mauvaise (creux de 4 mètres, vent de 35 nœuds) ; un Falcon 50 de la marine nationale confirme une fuite continue d’hydrocarbures provenant de l’épave. 
Le 18 mars, une météo plus calme permet la pose de barrages flottants, tandis que les remorqueurs envoyés par la société propriétaire du Grande America commencent le remorquage des conteneurs vers le port de La Rochelle,.

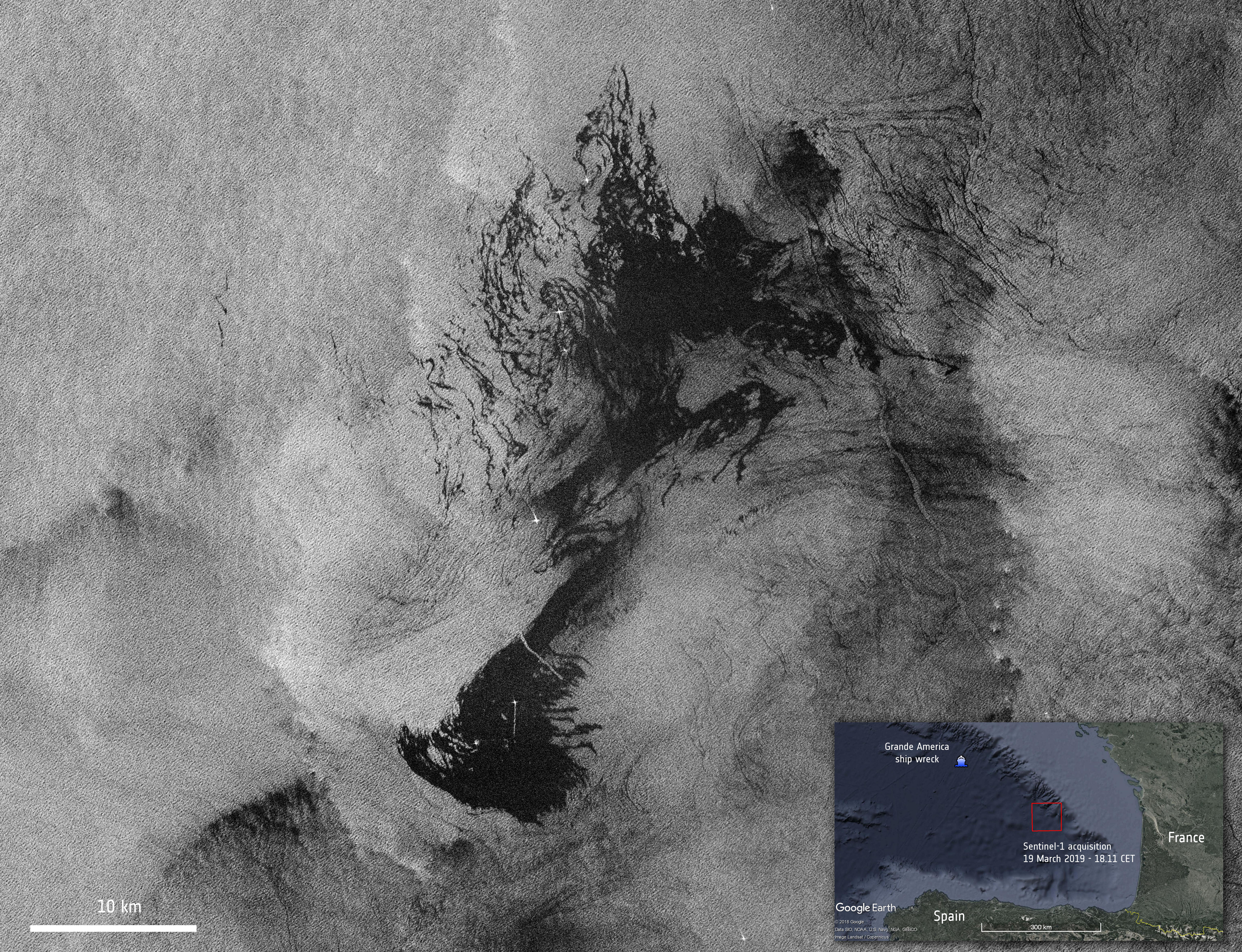
Image satellite Sentinel-1 de la marée noire provoquée par le naufrage en mars 2019.

Le 23 mars, deux oiseaux mazoutés sont retrouvés à 350 km du lieu du naufrage sur des plages du golfe de Gascogne. Toutefois, et malgré une situation météorologique ayant de nouveau contrarié les opérations de lutte antipollution, aucune zone de pollution n’était constatée à proximité des côtes le 29 mars, tandis que la pollution de surface n'est presque plus visible.
Un mois plus tard, à la suite de l’inspection de l’épave par le ROV du navire de support Island Pride et grâce à l’intervention de ce robot pour colmater des fuites résiduelles, la préfecture maritime annonce que le Grande America, qui gît partiellement enfoncé sur un banc de sable par 4 600 m de fond, est intègre. Les conteneurs restant à bord ne présentent pas de risque de remontée à la surface. La zone du naufrage reste sous surveillance aérienne et satellite.
Les navires ayant participé aux opérations de dépollution passent ensuite en carénage à Brest pour être nettoyés des résidus de fuel, les VN Partisan et VN Sapeur à partir du 9 avril, et l’Argonaute et le Rhône à partir du 5 mai.
Le comité de dérive a signalé quelques arrivages de galettes d'hydrocarbures, arrivés sur les côtes françaises durant les tempêtes hivernales 10 mois après l'accident.
Le modèle de dérive MOTHY de Météo-France a été utilisé à partir du 12 mars des prévisions de dérive pour les nappes et les conteneurs jusqu’à trois jours en mode déterministe avec le modèle atmosphérique ARPEGE et jusqu’à 10 jours en mode probabiliste avec les 50 scénarios de la prévision d’ensemble du CEPMMT (figure 4). En mai 2020, le comité a aussi noté qu'un modèle IBI permet de modéliser plus précisément les dérives de nappe que le modèle PSY4 utilisé pour la représentation physique du Golfe de Gascogne, avec plus de fluidité de meilleurs résultats, mais qu'au moment de l'accident, contraints par l'assimilation des données disponibles et faute d’observations suffisantes pour contraindre les modèles, IBI n'a pu être utilisé et le comité a du adopter une approche à scénarios multiples.

### Réactions d’associations
D’après l’association écologiste Robin des bois, 35 déficiences techniques ont été relevées sur ce navire en 2010. Ce fait est dénoncé par le député européen des Verts Yannick Jadot. L'ONG a ensuite demandé que la totalité des navires du groupe Grimaldi faisant escale en Europe fasse l’objet d’inspections de sécurité. Le transport d'automobiles de seconde-main, dont près de 900 se trouvaient à bord, présente un risque d'incendie plus important que celui des automobiles neuves, et libère davantage de polluants en cas de catastrophe, ce que déplorait déjà l'association Robins des bois en 2009 après un autre incendie.
En cas de marée noire, la faune marine est généralement très affectée ; le 14 mars 2019, la LPO place ses équipes de permanents et de bénévoles en pré-alerte, qu'il s'agisse des observateurs de terrain ou des centres de soins à la faune sauvage recensant les principales recommandations pratiques pour les usagers de la nature. Le réseau des centres de soins à la faune sauvage des départements côtiers (du Pays Basque au Finistère), est lui aussi en pré-alerte, tel le centre Volée de piaf, qui se prépare à recueillir et soigner des oiseaux mazoutés mais déplore le manque de centres de formation et de moyens alloués au matériel de nettoyage,,,,.